# Daktylowiec nagięty

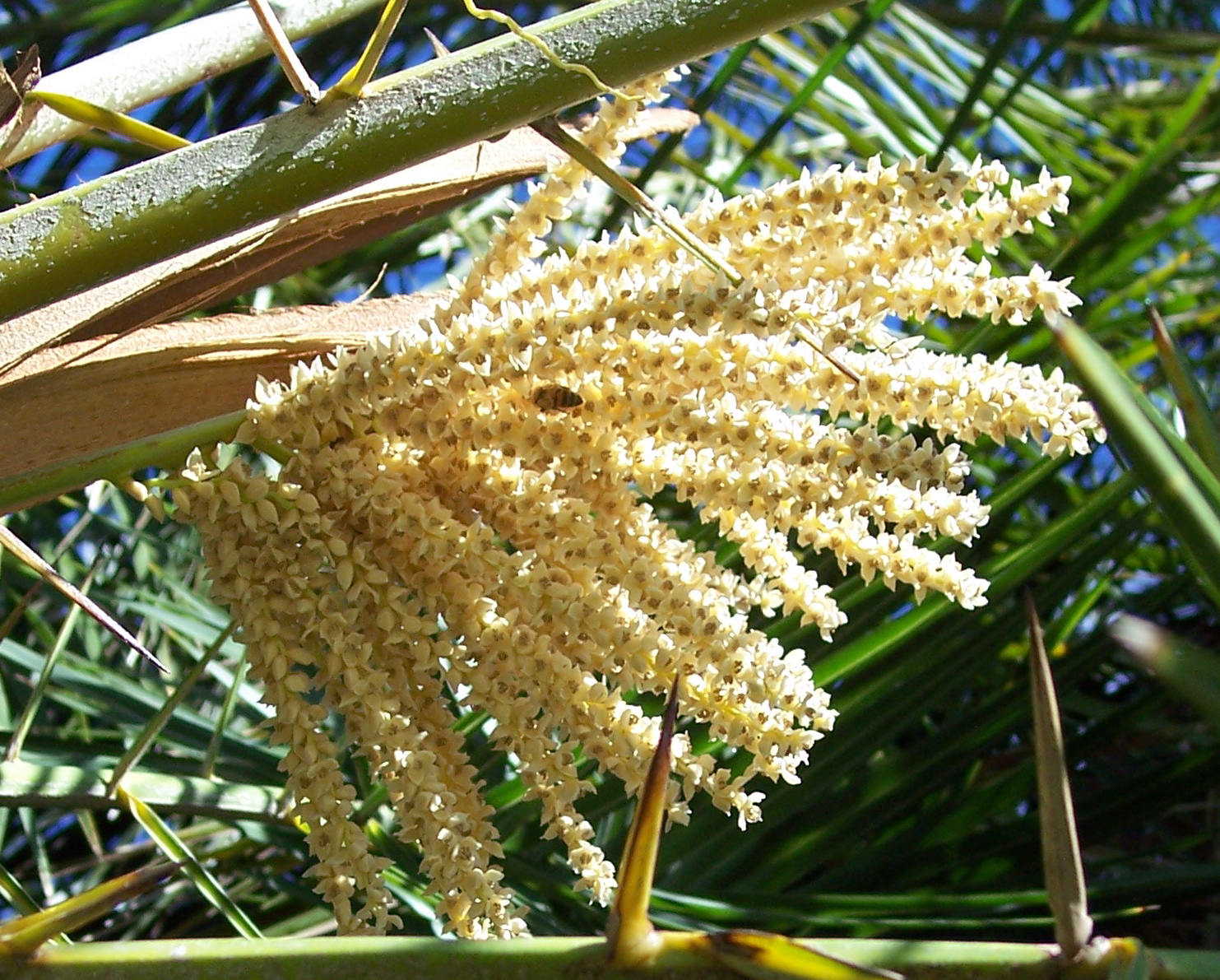
Kwiatostan

Daktylowiec nagięty (Phoenix reclinata) – gatunek rośliny z rodziny arekowatych. Pochodzi z terenów Afryki oraz Arabii Saudyjskiej i Jemenu, jest też uprawiany w wielu innych rejonach świata.
Drzewo o pokroju krzaczastym do 15 m wysokości. Liście pierzaste w dolnej części posiadające listki cierniste. Kwiaty w budowie podobne do gatunku daktylowiec właściwy.
ZastosowanieRoślina ozdobna. W Polsce uprawiana jako szklarniowa lub w uprawie doniczkowej.